# Diplazium leptochlamys
Diplazium leptochlamys là một loài dương xỉ trong họ Athyriaceae. Loài này được Fée mô tả khoa học đầu tiên năm 1869.
Danh pháp khoa học của loài này chưa được làm sáng tỏ. 